# Love Watches
Love Watches er en amerikansk stumfilm fra 1918 af Henry Houry.

## Medvirkende
- Corinne Griffith - Jacqueline Cartaret
- Denton Vane - Ernest Augarde
- Florence Deshon - Lucia de Morfontaine
- Edmund Burns - Andre de Juvigny
- Julia Swayne Gordon - Marquise de Javigny